# Biomedical Advanced Research and Development Authority
Il Biomedical Advanced Research and Development Authority (BARDA) è un ufficio del Dipartimento della salute e dei servizi umani (HHS) degli Stati Uniti responsabile dell'approvvigionamento e dello sviluppo di contromisure mediche , principalmente contro il bioterrorismo, comprese le minacce chimiche, biologiche, radiologiche e nucleari  (CBRN), così come l'influenza pandemica e le malattie emergenti.
Il BARDA è stato istituito nel 2006 attraverso il Pandemic and All-Hazards Preparedness Act (PAHPA) e fa capo all'Ufficio del Segretario aggiunto per la preparazione e la risposta (ASPR). L'ufficio gestisce il Progetto BioShield, che finanzia la ricerca, lo sviluppo e lo stoccaggio di vaccini e trattamenti che il governo potrebbe utilizzare durante emergenze di salute pubblica come attacchi chimici, biologici, radiologici o nucleari (CBRN).
Il BARDA collabora con l'industria biomedica, utilizzando sovvenzioni e altre forme di assistenza, per promuovere la ricerca avanzata, l'innovazione e lo sviluppo di dispositivi medici, test, vaccini e terapie. Inoltre si procura e mantiene scorte di materiali, come farmaci, dispositivi di protezione individuale (DPI) e vaccini, per lo Strategic National Stockpile (SNS).

## Storia
BARDA è stato creato e autorizzato dal Titolo IV Sec 401 del Pandemic and All-Hazards Preparedness Act (PAHPA) del 2006. Il PAHPA ha modificato il Public Health Service Act con l'aggiunta della sezione 319L a tale legge.
Il piano strategico 2011-2016 di BARDA descriveva la sua composizione come Ufficio del Direttore più sette divisioni funzionali:
- Contromisure chimiche, biologiche, radiologiche e nucleari (CBRN)
- Studi clinici
- Influenza
- Impianti di produzione e ingegneria
- Modellazione
- Affari normativi e qualità Quality
- Scienza e tecnologia strategiche